# ديسمبر 2010
ديسمبر 2010 هو الشهر الثاني عشر من عام 2010، بدأ يوم الأربعاء، وأنتهى يوم الجمعة، وأمتد لواحد وثلاثين يومًا.

## بوابة:أحداث جارية
| \| 1 ديسمبر 2010 (الأربعاء) \| عدل \| تاريخ \| راقب \| تصفح \| |     |       |      |      |
| - حزب الوفد الجديد وجماعة الإخوان المسلمين يعلنان إنسحابهما من جولة الإعادة بانتخابات مجلس الشعب المصري. (العربية) - وزيرة الخارجية الأمريكية هيلاري كلينتون (في الصورة) تعتبر عودة إيران للمشاركة في مفاوضات جنيف مع الدول الكبرى حول برنامجها النووي خطوة مشجعة. (بي بي سي) - ويكيليكس يتحدى واشنطن وينشر وثائق سرية أمريكية. (بي بي سي) - المعارضة في كوت ديفوار تتهم الرئيس المنتهية ولايته لوران غباغبو بعرقلة نشر نتائج الجولة الثانية للانتخابات الرئاسية التي جرت في 28 نوفمبر الماضي، وسط مخاوف من إندلاع مواجهات بين أنصاره وأنصار منافسه رئيس الوزراء السابق الحسن واتارا. (الجزيرة) |     |       |      |      |
| 1 ديسمبر 2010 (الأربعاء) | عدل | تاريخ | راقب | تصفح |

| \| 2 ديسمبر 2010 (الخميس) \| عدل \| تاريخ \| راقب \| تصفح \| |     |       |      |      |
| - الولايات المتحدة تبلغ الفلسطينيين بفشل جهودها في إقناع إسرائيل بتجميد الاستيطان لإتاحة المجال أمام استئناف المفاوضات بين الطرفين. (العربية) - الاتحاد الدولي لكرة القدم - فيفا يعلن فوز قطر بتنظيم بطولة كأس العالم 2022، وأيضًا عن فوز روسيا بتنظيم بطولة كأس العالم 2018. (العربية) |     |       |      |      |
| 2 ديسمبر 2010 (الخميس) | عدل | تاريخ | راقب | تصفح |

| \| 4 ديسمبر 2010 (السبت) \| عدل \| تاريخ \| راقب \| تصفح \| |     |       |      |      |
| - رئيس السلطة الوطنية الفلسطينية محمود عباس (في الصورة) يهدد بحل السلطة وإنهاء الحكم الذاتي المحدود في الأراضي الفلسطينية إذا لم توقف إسرائيل البناء في المستوطنات، ويقول إنه لا يقبل البقاء رئيسًا لسلطة غير موجودة. (رويترز) - وزير الخارجية الإيراني منوشهر متكي يؤكد أن بلاده لن تستخدم قوتها العسكرية ضد جيرانها المسلمين. (العربية) - عدة جهات دولية تعلن عن تأييدها لانتخاب زعيم المعارضة الحسن واتارا رئيسًا لكوت ديفوار ودعت الرئيس المنتهية ولايته لوران غباغبو إلى التنحي وقبول الهزيمة، وذلك بعد خلاف بشأن نتائج الانتخابات التي أجريت جولة إعادتها يوم 28 نوفمبر الماضي بعد إعلان التلفزيون الحكومي أن غباغبو سيؤدي ظهر اليوم السبت اليمين الدستورية رئيسًا للبلاد بعد أن أعلن المجلس الدستوري يوم أمس فوزه وألغى نتائج سابقة كانت المفوضية المستقلة للانتخابات أعطت فيها الفوز لواتارا. (الجزيرة) |     |       |      |      |
| 4 ديسمبر 2010 (السبت) | عدل | تاريخ | راقب | تصفح |

| \| 5 ديسمبر 2010 (الأحد) \| عدل \| تاريخ \| راقب \| تصفح \| |     |       |      |      |
| - رئيس البرنامج الإيراني النووي علي أكبر صالحي يعلن أن إيران أنتجت أول دفعة من مسحوق اليورانيوم المكثف الذي يستخدم أساسًا لإنتاج اليورانيوم المخصب إنطلاقًا من معدن يستخرج من أحد مناجمها في جنوب البلاد. (العربية) - المصريون يصوتون في جولة الإعادة من انتخابات مجلس الشعب بعد أسبوع من الجولة الأولى التي شابتها اتهامات بحدوث عمليات تزوير واسعة النطاق أدت إلى إنسحاب حزب الوفد الجديد وجماعة الإخوان المسلمين من جولة الإعادة. (بي بي سي) - منتخب الكويت لكرة القدم يحرز كأس بطولة الخليج العشرين المقامة في اليمن للمرة العاشرة في تاريخه بعد تغلبه على المنتخب السعودي بهدف مقابل لا شيء. (رويترز) |     |       |      |      |
| 5 ديسمبر 2010 (الأحد) | عدل | تاريخ | راقب | تصفح |

| \| 6 ديسمبر 2010 (الإثنين) \| عدل \| تاريخ \| راقب \| تصفح \| |     |       |      |      |
| - نتائج جولة الإعادة في انتخابات مجلس الشعب المصري تظهر فوز حزب التجمع الوطني التقدمي الوحدوي ذي التوجه اليساري بخمسة مقاعد في المجلس مما يؤهله لزعامة المعارضة كثاني أكبر كتلة نيابية بعد الحزب الوطني الديمقراطي الحاكم الذي تشير النتائج الأولية لجولة الإعادة إلى حصوله على 90% من مقاعد المجلس. (رويترز) - بدء محادثات جنيف بين إيران والدول الست الكبرى بشأن برنامجها النووي وذلك بعد توقف دام نحو 15 شهرًا بحضور المفاوض الإيراني سعيد جليلي ومفوضة الشؤون الخارجية في الاتحاد الأوروبي كاترين أشتون (في الصورة)، واستبعاد تحقيق تقدم كبير في ظل الخلاف على المواضيع المطروحة للنقاش. (بي بي سي) - مقتل أكثر من خمسين شخصًا وجرح ما يزيد على مئة وعشرين آخرين في تفجير نفذه إنتحاريان في منطقة الحزام القبلي شمال غربي باكستان، وقد أعلنت حركة طالبان باكستان مسئوليتها عنه. (بي بي سي) |     |       |      |      |
| 6 ديسمبر 2010 (الإثنين) | عدل | تاريخ | راقب | تصفح |

| \| 7 ديسمبر 2010 (الثلاثاء) \| عدل \| تاريخ \| راقب \| تصفح \| |     |       |      |      |
| - قادة دول مجلس التعاون لدول الخليج العربية يدعون في ختام قمتهم في أبوظبي إلى حل سلمي للملف النووي الإيراني، ويجددون دعوة إيران للتجاوب مع المطالب الإماراتية بشأن جزرها الثلاث التي تسيطر عليها. (الجزيرة) - رئيس وزراء المملكة المتحدة ديفيد كاميرون (في الصورة) يلمح إلى احتمال بدء سحب القوات البريطانية من أفغانستان بداية العام المقبل. (الجزيرة) |     |       |      |      |
| 7 ديسمبر 2010 (الثلاثاء) | عدل | تاريخ | راقب | تصفح |

| \| 8 ديسمبر 2010 (الأربعاء) \| عدل \| تاريخ \| راقب \| تصفح \| |     |       |      |      |
| - رئيس السلطة الوطنية الفلسطينية محمود عباس يعلن أن مفاوضات السلام الإسرائيلية الفلسطينية دخلت في أزمة صعبة بعد قرار الولايات المتحدة العدول عن مطالبة إسرائيل بتجميد الاستيطان كشرط لاستئناف المفاوضات المباشرة. (بي بي سي) - المتحدث باسم وزارة الخارجية الأمريكية يقول إن الاستفتاء على مصير منطقة أبيي الحدودية بين شمال السودان وجنوبه لن يجرى في 9 يناير المقبل. (بي بي سي) - المدير العام السابق للوكالة الدولية للطاقة الذرية محمد البرادعي (في الصورة) يصف انتخابات مجلس الشعب المصري بالمهزلة، ويدعو المصريين إلى مقاطعة الانتخابات الرئاسية التي ستجرى في العام القادم. (بي بي سي) |     |       |      |      |
| 8 ديسمبر 2010 (الأربعاء) | عدل | تاريخ | راقب | تصفح |

| \| 11 ديسمبر 2010 (السبت) \| عدل \| تاريخ \| راقب \| تصفح \| |     |       |      |      |
| - رئيس إقليم كردستان العراق مسعود برزاني (في الصورة) يطالب بحق تقرير المصير لأكراد العراق وذلك لأنه يرى ذلك ينسجم مع المرحلة المقبلة. (العربية) - قوات الأمن الأردنية تعلن فتح تحقيق في أحداث العنف التي وقعت بعد مباراة لكرة القدم في الدوري الأردني بين مشجعي نادي الوحدات والنادي الفيصلي. (العربية) |     |       |      |      |
| 11 ديسمبر 2010 (السبت) | عدل | تاريخ | راقب | تصفح |

| \| 12 ديسمبر 2010 (الأحد) \| عدل \| تاريخ \| راقب \| تصفح \| |     |       |      |      |
| - تفجيران انتحاريان الأول بسيارة مفخخة قرب مبان حكومية في مدينة الرمادي أدى إلى مقتل سبعة أشخاص على الأقل وإصابة العشرات، والثاني بحزام ناسف وسط موكب للشيعة في بعقوبة وأدى إلى مقتل شخصان على الأقل وإصابة ثلاثة آخرون. (العربية) - الرئيس المصري محمد حسني مبارك ينفي الاتهامات بتزوير الانتخابات البرلمانية الأخيرة ويقول إن الانتهاكات التي حدثت بها أقل من أن تؤثر في شرعيتها، ومئات المصريين يقومون بمظاهرة ترفع شعار "باطل" ضد مجلس الشعب الذي انتخب أعضاؤه في الانتخابات التي تثار شكوك حول تزويرها. (بي بي سي) - السلطات الإسرائيلية تفرج عن رئيس الحركة الإسلامية في فلسطين 48 رائد صلاح (في الصورة) بعد أن أمضى حكمًا بالسجن لمدة خمسة أشهر بتهمة الاعتداء على شرطي إسرائيلي. (الجزيرة) |     |       |      |      |
| 12 ديسمبر 2010 (الأحد) | عدل | تاريخ | راقب | تصفح |

| \| 13 ديسمبر 2010 (الإثنين) \| عدل \| تاريخ \| راقب \| تصفح \| |     |       |      |      |
| - الرئيس الإيراني محمود أحمدي نجاد يقيل وزير خارجيته منوشهر متكي من منصبه، ويعين رئيس البرنامج الإيراني النووي علي أكبر صالحي وزيرًا للخارجية بالنيابة. (رويترز) - مجلس الشعب المصري الجديد يعقد أولى جلساته، مع تحركات مكثفة لقوى المعارضة هدفها ملاحقة البرلمان الجديد بشبهة البطلان والعمل على تشكيل برلمان موازي. (الجزيرة) |     |       |      |      |
| 13 ديسمبر 2010 (الإثنين) | عدل | تاريخ | راقب | تصفح |

| \| 14 ديسمبر 2010 (الثلاثاء) \| عدل \| تاريخ \| راقب \| تصفح \| |     |       |      |      |
| - رئيس الوزراء الإيطالي سيلفيو برلسكوني (في الصورة) يفوز بصعوبة بجولتي التصويت على الثقة بحكومته في مجلسي الشيوخ والنواب، إلا إنه صار في مواجهة متاعب في الحكم بعد تقلص أغلبيته البرلمانية. (بي بي سي) - إيران تقول أن سياستها النووية والخارجية لن تتغير عقب إقالة وزير الخارجية منوشهر متكي وتعيين علي أكبر صالحي بدلًا منه. (بي بي سي) - الإعلان عن وفاة المبعوث الأمريكي لأفغانستان وباكستان ريتشارد هولبروك. (بي بي سي) |     |       |      |      |
| 14 ديسمبر 2010 (الثلاثاء) | عدل | تاريخ | راقب | تصفح |

| \| 15 ديسمبر 2010 (الأربعاء) \| عدل \| تاريخ \| راقب \| تصفح \| |     |       |      |      |
| - مجلس الأمن الدولي يتخذ قرارًا بإنهاء غالبية العقوبات التي كان فرضها على العراق أبان عهد الرئيس السابق صدام حسين. (بي بي سي) - تفجيران يستهدفان مسجدًا للشيعة في جنوب شرقي إيران يؤديان إلى مقتل 38 شخصًا على الأقل وإصابة العشرات، وجماعة جند الله تعلن مسؤوليتها عن التفجيرين. (بي بي سي) - إندلاع أعمال شغب في روما أدت إلى اشتباك المحتجين مع الشرطة وذلك بعد نجاة رئيس الوزراء سيلفيو برلسكوني من تصويت على حجب الثقة. (بي بي سي) |     |       |      |      |
| 15 ديسمبر 2010 (الأربعاء) | عدل | تاريخ | راقب | تصفح |

| \| 16 ديسمبر 2010 (الخميس) \| عدل \| تاريخ \| راقب \| تصفح \| |     |       |      |      |
| - لجنة المبادرة العربية ترفض استئناف المفاوضات الفلسطينية الإسرائيلية إلا بعد تقديم عرض جاد من الولايات المتحدة يوضح مرجعيات التفاوض وأسسه. (الجزيرة) - أمين عام حزب الله حسن نصر الله يتهم الحكومة اللبنانية والمحكمة الدولية الخاصة بمحاكمة المتهمين باغتيال رئيس الوزراء السابق رفيق الحريري بحماية ما يسمى بشهود الزور. (الجزيرة) - تركيا تبدأ بمحاكمة 196 من الضباط الأتراك السابقين والحاليين بتهم التخطيط للإطاحة بحكومة حزب العدالة والتنمية. (بي بي سي) |     |       |      |      |
| 16 ديسمبر 2010 (الخميس) | عدل | تاريخ | راقب | تصفح |

| \| 17 ديسمبر 2010 (الجمعة) \| عدل \| تاريخ \| راقب \| تصفح \| |     |       |      |      |
| - تزايد الضغوط الدولية التي يتعرض لها رئيس كوت ديفوار الحالي لوران غباغبو (في الصورة) لإجباره على التنحي لصالح منافسه الحسن واتارا الذي اعترف له المجتمع الدولي بالفوز في الانتخابات الرئاسية التي جرت في الشهر الماضي. (بي بي سي) - مسؤولون باكستانيون يعلنون عن قيام طائرات أمريكية بدون طيار بالقيام بغارات على أهداف في منطقة خيبر القبلية الباكستانية المحاذية للحدود مع أفغانستان وأسفرت عن مقتل 60 شخصًا تقريبًا. (بي بي سي) |     |       |      |      |
| 17 ديسمبر 2010 (الجمعة) | عدل | تاريخ | راقب | تصفح |

| \| 18 ديسمبر 2010 (السبت) \| عدل \| تاريخ \| راقب \| تصفح \| |     |       |      |      |
| - مجلس النواب العراقي يلغي قرارات الاجتثاث عن ثلاثة من القياديين في القائمة العراقية وهم صالح المطلك وظافر العاني وجمال الكربولي بقرار اتخذ بأغلبية الحاضرين وذلك تنفيذًا للاتفاقات التي عقدتها الكتل السياسية في إطار مبادرة رئيس إقليم كردستان العراق مسعود برزاني. (الجزيرة) - متحدث باسم رئيس كوت ديفوار المنتهية ولايته لوران غباغبو يقول إنه ليست لديه نية للتخلي عن الرئاسة بعد الانتخابات المتنازع على نتيجتها والتي أجريت الشهر الماضي، ويضيف بأنه لن يذهب إلى أي مكان لأنه انتخب لمدة خمس سنوات ولن يترك السلطة إلا عام 2015. (الجزيرة) - موجة ثلوج تجتاح أوروبا أدت إلى انخفاض درجات الحرارة إلى ما دون الصفر مئوية واضطراب حركة السفر في عدد من الدول. (الجزيرة) |     |       |      |      |
| 18 ديسمبر 2010 (السبت) | عدل | تاريخ | راقب | تصفح |

| \| 19 ديسمبر 2010 (الأحد) \| عدل \| تاريخ \| راقب \| تصفح \| |     |       |      |      |
| - رئيس السودان عمر البشير (في الصورة) يتعهد بتغيير الدستور في حال انفصال الجنوب بعد استفتاء تقرير المصير المقرر إجراؤه في 9 يناير المقبل، بحث تكون الشريعة الإسلامية المصدر الرئيسي للدستور والإسلام الدين الرسمي واللغة العربية اللغة الرسمية، ويعلن أنه لن يكون هناك مجال في ذلك الوقت للحديث عن تنوع الثقافات والعرق. (العربية) - استنفار أمني في إيران عقب الإعلان عن رفع الدعم الحكومي عن الوقود والغاز في إطار خطة واسعة ترمي إلى الإلغاء التدريجي للمساعدات المباشرة التي تقدمها الحكومة. (العربية) |     |       |      |      |
| 19 ديسمبر 2010 (الأحد) | عدل | تاريخ | راقب | تصفح |

| \| 20 ديسمبر 2010 (الإثنين) \| عدل \| تاريخ \| راقب \| تصفح \| |     |       |      |      |
| - النائب العام في مصر يحيل ثلاثة أشخاص أحدهم مصري والآخران إسرائيليان إلى المحاكمة بتهم تتعلق بالتجسس لصالح إسرائيل. (بي بي سي) - مجلس الأمن الدولي يجدد تفويض قوات حفظ السلام التابعة للأمم المتحدة في كوت ديفوار لستة أشهر أخرى وذلك في تحد للرئيس المنتهية ولايته لوران غباغبو الذي طالب برحيل القوة. (بي بي سي) |     |       |      |      |
| 20 ديسمبر 2010 (الإثنين) | عدل | تاريخ | راقب | تصفح |

| \| 21 ديسمبر 2010 (الثلاثاء) \| عدل \| تاريخ \| راقب \| تصفح \| |     |       |      |      |
| - قمة رباعية في السودان بين الرؤساء السوداني عمر البشير والمصري محمد حسني مبارك والليبي معمر القذافي والموريتاني محمد ولد عبد العزيز بحضور رئيس حكومة جنوب السودان سيلفا كير تدعو في بيانها الختامي إلى استفتاء سلمي يجنب السودان مزيدًا من الصراعات والحروب، ويجددون احترامهم لنتيجة الاستفتاء أيًا كانت نتيجته. (الجزيرة) - مجلس النواب العراقي يمنح الثقه للحكومة الجديدة التي شكلها رئيس الوزراء نوري المالكي (في الصورة) بعد فترة طويلة من إجراء الانتخابات. (العربية) - زلزال بقوة 6.5 على مقياس ريختر يضرب محافظة كرمان الإيرانية ويؤدي إلى مقتل ما لا يقل عن سبعة أشخاص وجرح المئات. (بي بي سي) |     |       |      |      |
| 21 ديسمبر 2010 (الثلاثاء) | عدل | تاريخ | راقب | تصفح |

| \| 22 ديسمبر 2010 (الأربعاء) \| عدل \| تاريخ \| راقب \| تصفح \| |     |       |      |      |
| - أمين عام الأمم المتحدة بان كي مون (في الصورة) يعرب عن قلقه من عودة الحرب الأهلية إلى كوت ديفوار بعد اشتداد الخلاف حول منصب الرئاسة. (بي بي سي) - كوريا الجنوبية تعلن عن بدء المناورات البحرية والبرية والجوية السنوية التي تتخللها رمايات بالذخيرة الحية في مناطق قريبة من الحدود مع كوريا الشمالية يوم الخميس وسط توتر غير مسبوق بين الكوريتين. (الجزيرة) - السلطات الباكستانية تعتقل اثنين من كبار ضباط الشرطة، بسبب ما يزعم عن فشلهما في حماية رئيسة الوزراء السابقة بينظير بوتو والتي اغتيلت في 27 ديسمبر 2007. (العربية) |     |       |      |      |
| 22 ديسمبر 2010 (الأربعاء) | عدل | تاريخ | راقب | تصفح |

| \| 23 ديسمبر 2010 (الخميس) \| عدل \| تاريخ \| راقب \| تصفح \| |     |       |      |      |
| - نائب رئيس المكتب السياسي في حركة حماس موسى أبو مرزوق يعلن إيقاف حوار المصالحة مع حركة فتح، ويربط عودته بمعالجة موضوع السجناء الفلسطينيين في سجون السلطة في الضفة الغربية. (الجزيرة) - إنفجار طردين مفخخين في السفارتين السويسرية والتشيلية في العاصمة الإيطالية روما أديا إلى إصابة شخصين، والشرطة الإيطالية تحقق في طرد مشبوه ثالث في السفارة الأوكرانية. (بي بي سي) |     |       |      |      |
| 23 ديسمبر 2010 (الخميس) | عدل | تاريخ | راقب | تصفح |

| \| 24 ديسمبر 2010 (الجمعة) \| عدل \| تاريخ \| راقب \| تصفح \|                                                               |     |       |      |      |
| - ارتفعت الاسهم الأوروبية في تعاملات محدودة يوم الجمعة في بداية جلسة أقصر من المعتاد ومع اغلاق الكثير من البورصات. (رويترز) |     |       |      |      |
| 24 ديسمبر 2010 (الجمعة) | عدل | تاريخ | راقب | تصفح |

| \| 25 ديسمبر 2010 (السبت) \| عدل \| تاريخ \| راقب \| تصفح \| |     |       |      |      |
| - وزارة الداخلية السعودية تعلن أن قوات الأمن قتلت بالرصاص شخصًا يشتبه بانتمائه لتنظيم القاعدة واعتقلت آخر بعدما فتح أحدهما النار على رجال الأمن عند نقطة تفتيش. (العربية) - هجوم انتحاري يستهدف مركزًا لتوزيع المواد الغذائية تابعًا لبرنامج الأغذية العالمي في المنطقة القبلية شمال غرب باكستان يؤدي إلى مقتل 41 شخصًا على الأقل. (بي بي سي) - المجموعة الاقتصادية لدول غرب أفريقيا تعلن إنها سترسل بعثة إلى كوت ديفوار لتطلب من الرئيس المنتهية ولايته لوران غباغبو التنحي عن السلطة أو مواجهة عقوبات اقتصادية. (بي بي سي) - البابا بندكت السادس عشر (في الصورة) يقول في احتفالات عيد الميلاد إنه يصلي لزرع السلام في القلوب وإنهاء الظلم، وبطريرك كنيسة اللاتين في القدس فؤاد طوال يقول في قداس ليلة عيد الميلاد في بيت لحم بالضفة الغربية بالقرب من كنيسة المهد إن أمنية العيد هي أن ترتفع دقات أجراس الكنائس فتغطي بألحانها صوت البنادق والرشاشات وآلات الموت في الشرق الأوسط. (بي بي سي) |     |       |      |      |
| 25 ديسمبر 2010 (السبت) | عدل | تاريخ | راقب | تصفح |

| \| 26 ديسمبر 2010 (الأحد) \| عدل \| تاريخ \| راقب \| تصفح \| |     |       |      |      |
| - نائب الرئيس السوداني رئيس حكومة جنوب السودان سيلفا كير (في الصورة) يقول إن الوحدة قد تكون أمرًا غير ممكن بعد إجراء الاستفتاء على مصير الجنوب. (الجزيرة) - وزير الخارجية التركي أحمد داود أوغلو يقول إن بلاده تريد إصلاح علاقاتها مع إسرائيل، لكنها تصر على ضرورة أن تعتذر إسرائيل أولًا وأن تقدم تعويضًا عن غارتها الدامية على سفينة المساعدات التركية التي كانت متجهة إلى قطاع غزة. (رويترز) |     |       |      |      |
| 26 ديسمبر 2010 (الأحد) | عدل | تاريخ | راقب | تصفح |

| \| 27 ديسمبر 2010 (الإثنين) \| عدل \| تاريخ \| راقب \| تصفح \| |     |       |      |      |
| - هجومان انتحاريان يستهدفان مجمعًا حكوميًا في مدينة الرمادي بمحافظة الأنبار ويؤديان إلى مقتل تسعة أشخاص وإصابة أربعين آخرين. (بي بي سي) - الحسن واتارا (في الصورة) الذي يعترف العالم بفوزه في الانتخابات الرئاسية بكوت ديفوار يدعو إلى خوض إضراب عام للي ذراع الرئيس المنتهية ولايته لوران غباغبو وإجباره على الاعتراف بخسارته للانتخابات. (بي بي سي) |     |       |      |      |
| 27 ديسمبر 2010 (الإثنين) | عدل | تاريخ | راقب | تصفح |

| \| 28 ديسمبر 2010 (الثلاثاء) \| عدل \| تاريخ \| راقب \| تصفح \|                                                                      |     |       |      |      |
| - حذر الرئيس التونسي زين العابدين بن علي (في الصورة) من الجنوح للعنف والشغب، ويقول إن العنف والشغب مرفوض مهما كانت أشكاله. (العربية) |     |       |      |      |
| 28 ديسمبر 2010 (الثلاثاء) | عدل | تاريخ | راقب | تصفح |

| \| 29 ديسمبر 2010 (الأربعاء) \| عدل \| تاريخ \| راقب \| تصفح \| |     |       |      |      |
| - مقتل قائد في الشرطة العراقية في هجوم انتحاري مزدوج على مقره بمدينة الموصل شمالي العراق. (الجزيرة) - قادة المجموعة الاقتصادية لدول غرب أفريقيا ينهون جهود الوساطة في كوت ديفوار بعدما فشلوا في إقناع الرئيس المنتهية ولايته لوران غباغبو بالتنحي ونقل السلطة بطريقة سلمية إلى منافسه الحسن واتارا. (بي بي سي) - الرئيس التونسي زين العابدين بن علي يجري تعديلًا وزاريًا على خلفية الاضطرابات التي شهدتها ولاية سيدي بوزيد. (بي بي سي) |     |       |      |      |
| 29 ديسمبر 2010 (الأربعاء) | عدل | تاريخ | راقب | تصفح |

| \| 30 ديسمبر 2010 (الخميس) \| عدل \| تاريخ \| راقب \| تصفح \| |     |       |      |      |
| - الحكومة اليمنية تفرج عن مئات من الحوثيين كانت تحتجزهم في السجون وذلك تنفيذَا لاتفاق السلام بين الطرفين. (بي بي سي) - أمين عام الأمم المتحدة بان كي مون يحذر مؤيدي رئيس كوت ديفوار المنتهية ولايته لوران غباغبو من أن الهجوم على مقر خصمه الحسن واتارا قد يشعل فتيل الحرب الأهلية. (بي بي سي) - محكمة إسرائيلية تدين الرئيس موشيه كتساف (في الصورة) بتهم اغتصاب وتحرش و مضايقة الموظفات سابقات عملن معه. (بي بي سي) |     |       |      |      |
| 30 ديسمبر 2010 (الخميس) | عدل | تاريخ | راقب | تصفح |

بوابة:أحداث جارية/ديسمبر 2010/تقويم
| أحداث جارية |
| --- |
| - أزمة الدين الحكومي اليوناني - جائحة فيروس كورونا 2019–20 - التدخل العسكري الروسي في أوكرانيا - التدخل العسكري الروسي في سوريا - الحرب الأهلية السورية - الهجوم على شمال غرب سوريا (2024) - الحرب الأهلية السودانية 2023 - عملية طوفان الأقصى - الحرب الفلسطينية الإسرائيلية (الخط الزمني) - صراع حزب الله وإسرائيل (2023–الآن) - - أزمة البحر الأحمر - الهجمات على القواعد الأمريكية في العراق وسوريا 2023 - الأزمة الإنسانية في غزة (2023 – الآن) تفاصيل أكثر النزاعات الجارية أدناه |

| وفيات حديثة |
| --- |
| - 16 مارس: أنطوان كرباج - 16 مارس: إيميلي ديكيني - 17 مارس: لي شاو كي - 17 مارس: أبو إسحاق الحويني - 17 مارس: أبو حمزة - 17 مارس: جون فرازير (لاعب كرة قدم بريطاني) - 18 مارس: قسطنطين رودريغيز - 18 مارس: محمود أبو وطفة - 18 مارس: نادية كاسيني - 18 مارس: ولامير ماركيز - 18 مارس: دينيز باوتشر - 18 مارس: عبد الرحمن حاجي أحمدي - 18 مارس: مارشال راوش - 18 مارس: عصام الدعاليس - 18 مارس: جان ميشيل (سياسي) - 19 مارس: أندريا ديليباشيتش - 19 مارس: هيرنان غودوي - 20 مارس: عثمان سيناف - 20 مارس: إدي جوردان - 20 مارس: نورمان كلارك |

| نزاعات جارية |
| --- |
| - التدخل العسكري الدولي ضد تنظيم الدولة الإسلامية (داعش) - الكاميرون - الحرب الأهلية الكاميرونية - جمهورية إفريقيا الوسطى - حرب جمهورية إفريقيا الوسطى الأهلية (2012–الآن) - جمهورية الكونغو الديموقراطية - تمرد القوات الديمقراطية المتحالفة - صراع كيفو - الحرب الأهلية الأثيوبية (2018-حاليا) - صراع أمهرة [الإنجليزية] - موزمبيق - التمرد الإسلاموي في موزمبيق - نيجيريا - تمرد بوكو حرام - التمرد الإسلامي في الساحل - تمرد الجهاديين في بوركينا فاسو · حرب مالي - الحرب الأهلية الصومالية - الحرب في الصومال (2009–الآن) - السودان - الحرب الأهلية السودانية 2023 - النزاع في أفغانستان - النزاع بين طالبان والدولة الإسلامية في أفغانستان - صراع بنجشير - الهند - التمرد في جامو وكشمير - العصيان الماوي-الناكسالي - إندونيسيا - أزمة بابوا - الصراع الداخلي في ميانمار - الحرب الأهلية في ميانمار (2021-الحاضر) - باكستان - صراع بلوشستان - عصيان خيبر بختونخوا - الصراع الأهلي في الفلبين - التمرد الشيوعي في الفلبين - الحرب الروسية الأوكرانية - الغزو الروسي لأوكرانيا 2022 - صراع العراق (2003–الآن) - التمرد العراقي (2017–الآن) - صراع إسرائيل وغزة - الحرب الفلسطينية الإسرائيلية 2023 - هجمات الحوثيين على إسرائيل (2023 - 2024) - الحرب الأهلية السورية - التدخل الأجنبي في الحرب الأهلية السورية - تركيا - الولايات المتحدة - اليمن - الحرب الأهلية اليمنية (2014–الآن) - التدخل العسكري في اليمن |